# Plannja
Plannja AB, este o companie suedeză specializată în producția de profile din tablă de oțel.
Plannja AB este parte a producătorului de oțel Swedish Steel AB și are o cifră de afaceri anuală de 160 de milioane de euro.
Compania activează pe piața de structuri metalice din Europa, în sortimentul de producție intrând profile pentru pereți și acoperiș, tablă tip țiglă, tablă plană, casete de fațadă, sisteme de preluare și evacuare a apelor pluviale, panouri izolante, structuri pentru armare, precum și elemente pentru protecția acoperișului.
În anul 2007, Plannja a împlinit 40 de ani.
Compania este prezentă și în România, unde a inaugurat în decembrie 2009, la Răcăciuni, în județul Bacău, prima sa fabrică de producție, în valoare de 2,2 milioane euro, ce are o capacitate de producție de 50.000 de metri pătrați pe lună.